# Nuoto ai Giochi della XXIX Olimpiade
Le competizioni di nuoto alle olimpiadi estive del 2008 si sono tenuti nel periodo dal 9 al 21 agosto, con l'evento conclusivo della maratona il 20 ed il 21 agosto. Tutti gli eventi, ad eccezione delle due maratone che si svolte al Shunyi Olympic Rowing-Canoeing Park, sono stati disputati al Centro Acquatico Nazionale di Pechino. La novità di questa edizione era l'orario delle gare in piscina: le finali erano programmate per il mattino, mentre le batterie al pomeriggio, contrariamente alle precedenti edizioni dei Giochi. Questa particolarità è stata imposta dalla NBC per consentire agli americani di godere durante il loro prime-time delle gesta live di Michael Phelps.

## Programma
Gli orari sono UTC+8
| Data/h                | Evento                                | Turno      |
| --------------------- | ------------------------------------- | ---------- |
| 9 agosto 18:30        | 400 m Individuale Misti Uomini        | Batteria   |
| 9 agosto 18:30        | 100 m Farfalla Donne                  | Batteria   |
| 9 agosto 18:30        | 400 m Stile Libero Uomini             | Batteria   |
| 9 agosto 18:30        | 400 m Individuale Misti Donne         | Batteria   |
| 9 agosto 18:30        | 100 m Rana Uomini                     | Batteria   |
| 9 agosto 18:30        | 4×100 m Stile Libero Staffetta Donne  | Batteria   |
| 10 agosto 10:00-11:40 | 400 m Individuale Misti Uomini        | Finale     |
| 10 agosto 10:00-11:40 | 100 m Farfalla Donne                  | Semifinali |
| 10 agosto 10:00-11:40 | 400 m Stile Libero Uomini             | Finale     |
| 10 agosto 10:00-11:40 | 400 m Individuale Misti Donne         | Finale     |
| 10 agosto 10:00-11:40 | 100 m Rana Uomini                     | Semifinali |
| 10 agosto 10:00-11:40 | 4×100 m Stile Libero Staffetta Donne  | Finale     |
| 10 agosto 18:30       | 100 m Dorso Donne                     | Batteria   |
| 10 agosto 18:30       | 200 m Stile Libero Uomini             | Batteria   |
| 10 agosto 18:30       | 100 m Rana Donne                      | Batteria   |
| 10 agosto 18:30       | 100 m Dorso Uomini                    | Batteria   |
| 10 agosto 18:30       | 400 m Stile Libero Donne              | Batteria   |
| 10 agosto 18:30       | 4×100 m Stile Libero Staffetta Uomini | Batteria   |
| 11 agosto 10:00-11:55 | 100 m Dorso Donne                     | Semifinali |
| 11 agosto 10:00-11:55 | 200 m Stile Libero Uomini             | Semifinali |
| 11 agosto 10:00-11:55 | 100 m Farfalla Donne                  | Finale     |
| 11 agosto 10:00-11:55 | 100 m Rana Uomini                     | Finale     |
| 11 agosto 10:00-11:55 | 100 m Rana Donne                      | Semifinali |
| 11 agosto 10:00-11:55 | 100 m Dorso Uomini                    | Semifinali |
| 11 agosto 10:00-11:55 | 400 m Stile Libero Donne              | Finale     |
| 11 agosto 10:00-11:55 | 4×100 m Stile Libero Staffetta Uomini | Finale     |
| 11 agosto 18:30       | 200 m Stile Libero Donne              | Batteria   |
| 11 agosto 18:30       | 200 m Farfalla Uomini                 | Batteria   |
| 11 agosto 18:30       | 200 m Individuale Misti Donne         | Batteria   |
| 12 agosto 10:00-11:45 | 200 m Stile Libero Donne              | Semifinali |
| 12 agosto 10:00-11:45 | 200 m Stile Libero Uomini             | Finale     |
| 12 agosto 10:00-11:45 | 100 metri Dorso Donne                 | Finale     |
| 12 agosto 10:00-11:45 | 100 metri Dorso Uomini                | Finale     |
| 12 agosto 10:00-11:45 | 100 metri Rana Donne                  | Finale     |
| 12 agosto 10:00-11:45 | 200 m Farfalla Uomini                 | Semifinali |
| 12 agosto 10:00-11:45 | 200 m Individuale Misti Donne         | Semifinali |
| 12 agosto 18:30       | 100 m Stile Libero Uomini             | Batteria   |
| 12 agosto 18:30       | 200 m Farfalla Donne                  | Batteria   |
| 12 agosto 18:30       | 200 m Rana Uomini                     | Batteria   |
| 12 agosto 18:30       | 4×200 m Stile Libero Staffetta Uomini | Batteria   |
| 13 agosto 10:00-11:50 | 100 m Stile Libero Uomini             | Semifinali |
| 13 agosto 10:00-11:50 | 200 m Stile Libero Donne              | Finale     |
| 13 agosto 10:00-11:50 | 200 m Farfalla Uomini                 | Finale     |
| 13 agosto 10:00-11:50 | 200 m Farfalla Donne                  | Semifinali |
| 13 agosto 10:00-11:50 | 200 m Rana Uomini                     | Semifinali |
| 13 agosto 10:00-11:50 | 200 m Individuale Misti Donne         | Finale     |
| 13 agosto 10:00-11:50 | 4×200 m Stile Libero Staffetta Uomini | Finale     |

| Data/h                | Evento                               | Turno      |
| --------------------- | ------------------------------------ | ---------- |
| 13 agosto 18:30       | 100 m Stile Libero Donne             | Batteria   |
| 13 agosto 18:30       | 200 m Dorso Uomini                   | Batteria   |
| 13 agosto 18:30       | 200 m Rana Donne                     | Batteria   |
| 13 agosto 18:30       | 200 m Individuale Misti Uomini       | Batteria   |
| 13 agosto 18:30       | 4×200 m Stile Libero Staffetta Donne | Batteria   |
| 14 agosto 10:00-12:00 | 200 m Rana Uomini                    | Finale     |
| 14 agosto 10:00-12:00 | 100 m Stile Libero Donne             | Semifinali |
| 14 agosto 10:00-12:00 | 200 m Dorso Uomini                   | Semifinali |
| 14 agosto 10:00-12:00 | 200 m Farfalla Donne                 | Finale     |
| 14 agosto 10:00-12:00 | 100 m Stile Libero Uomini            | Finale     |
| 14 agosto 10:00-12:00 | 200 m Rana Donne                     | Semifinali |
| 14 agosto 10:00-12:00 | 200 m Individuale Misti Uomini       | Semifinali |
| 14 agosto 10:00-12:00 | 4×200 m Stile Libero Staffetta Donne | Finale     |
| 14 agosto 18:30       | 50 m Stile Libero Uomini             | Batteria   |
| 14 agosto 18:30       | 800 m Stile Libero Donne             | Batteria   |
| 14 agosto 18:30       | 100 m Farfalla Uomini                | Batteria   |
| 14 agosto 18:30       | 200 m Dorso Donne                    | Batteria   |
| 15 agosto 10:00-12:00 | 50 m Stile Libero Uomini             | Semifinali |
| 15 agosto 10:00-12:00 | 200 m Rana Donne                     | Finale     |
| 15 agosto 10:00-12:00 | 200 m Dorso Uomini                   | Finale     |
| 15 agosto 10:00-12:00 | 200 m Dorso Donne                    | Semifinali |
| 15 agosto 10:00-12:00 | 200 m Individuale Misti Uomini       | Finale     |
| 15 agosto 10:00-12:00 | 100 m Stile Libero Donne             | Finale     |
| 15 agosto 10:00-12:00 | 100 m Farfalla Uomini                | Semifinali |
| 15 agosto 18:30       | 50 m Stile Libero Donne              | Batteria   |
| 15 agosto 18:30       | 1500 m Stile Libero Uomini           | Batteria   |
| 15 agosto 18:30       | 4×100 m Misti Staffetta Donne        | Batteria   |
| 15 agosto 18:30       | 4×100 m Misti Staffetta Uomini       | Batteria   |
| 16 agosto 10:00-11:20 | 200 m Dorso Donne                    | Finale     |
| 16 agosto 10:00-11:20 | 100 m Farfalla Uomini                | Finale     |
| 16 agosto 10:00-11:20 | 800 m Stile Libero Donne             | Finale     |
| 16 agosto 10:00-11:20 | 50 m Stile Libero Uomini             | Finale     |
| 16 agosto 10:00-11:20 | 50 m Stile Libero Donne              | Semifinali |
| 17 agosto 10:00-11:20 | 50 m Stile Libero Donne              | Finale     |
| 17 agosto 10:00-11:20 | 1500 m Stile Libero Uomini           | Finale     |
| 17 agosto 10:00-11:20 | 4×100 m Misti Staffetta Donne        | Finale     |
| 17 agosto 10:00-11:20 | 4×100 m Misti Staffetta Uomini       | Finale     |
| 20 agosto 9:00-12:00  | Maratona 10 km Donne                 |            |
| 21 agosto 9:00-12:00  | Maratona 10 km Uomini                |            |

## Calendario
Qualificazioni
     Finali
| Uomini |  | 400 m misti 400 m S.L.   | 100 m rana 4x100 m S.L. | 200 m S.L. 100 m dorso | 200 m farf. 4x200 m S.L. | 200 m rana 100 m S.L.    | 200 m dorso 200 m misti | 100 m farf. 50 m S.L.  | 1500 m S.L. 4x100 m misti |  |  |          | Maratona | 17 |
| Donne  |  | 400 m misti 4x100 m S.L. | 100 m farf. 400 m S.L.  | 100 m dorso 100 m rana | 200 m S.L. 200 m misti   | 200 m farf. 4x200 m S.L. | 200 m rana 100 m S.L.   | 200 m dorso 800 m S.L. | 50 m S.L. 4x100 m misti   |  |  | Maratona |          | 17 |
| Totale |  | 4                        | 4                       | 4                      | 4                        | 4                        | 4                       | 4                      | 4                         |  |  | 1        | 1        | 34 |

## Podi

### Uomini
| Evento                          | Oro | Perform.  | Argento | Perform.  | Bronzo                                                                                               | Perform.  |
| Stile libero                    | |           | |           | |           |
| 50 m (dettagli)                 | César Cielo Filho | 21"30     | Amaury Leveaux | 21"45     | Alain Bernard                                                                                        | 21"49     |
| 100 m (dettagli)                | Alain Bernard | 47"21     | Eamon Sullivan | 47"32     | Jason Lezak César Cielo Filho                                                                        | 47"67     |
| 200 m (dettagli)                | Michael Phelps | 1'42"96   | Tae Hwan Park | 1'44"85   | Peter Vanderkaay                                                                                     | 1'45"14   |
| 400 m (dettagli)                | Tae Hwan Park | 3'41"86   | Zhang Lin | 3'42"44   | Larsen Jensen                                                                                        | 3'42"78   |
| 1500 m (dettagli)               | Oussama Mellouli | 14'40"84  | Grant Hackett | 14'41"53  | Ryan Cochrane                                                                                        | 14'42"69  |
| Dorso                           | |           | |           | |           |
| 100 m (dettagli)                | Aaron Peirsol | 52"54     | Matt Grevers | 53"11     | Arkady Vyatchanin Hayden Stoeckel                                                                    | 53"18     |
| 200 m (dettagli)                | Ryan Lochte | 1'53"94   | Aaron Peirsol | 1'54"33   | Arkady Vyatchanin                                                                                    | 1'54"93   |
| Rana                            | |           | |           | |           |
| 100 m (dettagli)                | Kōsuke Kitajima | 58"91     | Alexander Dale Oen | 59"20     | Hugues Duboscq                                                                                       | 59"37     |
| 200 m (dettagli)                | Kōsuke Kitajima | 2'07"64   | Brenton Rickard | 2'08"88   | Hugues Duboscq                                                                                       | 2'08"94   |
| Farfalla                        | |           | |           | |           |
| 100 m (dettagli)                | Michael Phelps | 50"58     | Milorad Čavić | 50"59     | Andrew Lauterstein                                                                                   | 51"12     |
| 200 m (dettagli)                | Michael Phelps | 1'52"03   | László Cseh | 1'52"70   | Takeshi Matsuda                                                                                      | 1'52"97   |
| Misti                           | |           | |           | |           |
| 200 m (dettagli)                | Michael Phelps | 1'54"23   | László Cseh | 1'56"52   | Ryan Lochte                                                                                          | 1'56"53   |
| 400 m (dettagli)                | Michael Phelps | 4'03"84   | László Cseh | 4'06"16   | Ryan Lochte                                                                                          | 4'08"09   |
| Staffette                       | |           | |           | |           |
| 4x100 m stile libero (dettagli) | Stati Uniti Michael Phelps Garrett Weber-Gale Cullen Jones Jason Lezak Nathan Adrian* Benjamin Wildman-Tobriner* Matt Grevers*    | 3'08"24   | Francia Amaury Leveaux Fabien Gilot Frédérick Bousquet Alain Bernard Grégory Mallet* Boris Steimetz*                                     | 3'08"32   | Australia Eamon Sullivan Andrew Lauterstein Ashley Callus Matt Targett Leith Brodie* Patrick Murphy* | 3'09"91   |
| 4x200 m stile libero (dettagli) | Stati Uniti Michael Phelps Ryan Lochte Ricky Berens Peter Vanderkaay Klete Keller* Erik Vendt* David Walters*                     | 6'58"56   | Russia Nikita Lobintsev Evgeniy Lagunov Danila Izotov Alexander Sukhorukov Mikhail Polishchuk*                                           | 7'03"70   | Australia Patrick Murphy Grant Hackett Grant Brits Nick Ffrost Leith Brodie* Kirk Palmer*            | 7'04"98   |
| 4x100 m misti (dettagli)        | Stati Uniti Aaron Peirsol Brendan Hansen Michael Phelps Jason Lezak Matt Grevers* Mark Gangloff* Ian Crocker* Garrett Weber-Gale* | 3'29"34   | Australia Hayden Stoeckel Brenton Rickard Andrew Lauterstein Eamon Sullivan Ashley Delaney* Christian Sprenger* Adam Pine* Matt Targett* | 3'30"04   | Giappone Junichi Miyashita Kōsuke Kitajima Takurō Fujii Hisayoshi Satō                               | 3'31"18   |
| Maratona                        | |           | |           | |           |
| 10 km (dettagli)                | Maarten van der Weijden | 1h51'51"6 | David Davies | 1h51'53"1 | Thomas Lurz                                                                                          | 1h51'53"6 |

* Nuotatori che hanno partecipato solamente nelle batterie di qualificazione e hanno ricevuto medaglie.

### Donne
| Evento                          | Oro | Perform.  | Argento | Perform.  | Bronzo | Perform.  |
| Stile libero                    | |           | |           | |           |
| 50 m (dettagli)                 | Britta Steffen | 24"06     | Dara Torres | 24"07 AM  | Cate Campbell | 24"17     |
| 100 m (dettagli)                | Britta Steffen | 53"12     | Lisbeth Trickett | 53"16     | Natalie Coughlin | 53"39     |
| 200 m (dettagli)                | Federica Pellegrini | 1'54"82   | Sara Isaković | 1'54"97   | Pang Jiaying | 1'55"05   |
| 400 m (dettagli)                | Rebecca Adlington | 4'03"22   | Katie Hoff | 4'03"29   | Joanne Jackson | 4'03"52   |
| 800 m (dettagli)                | Rebecca Adlington | 8'14"10   | Alessia Filippi | 8'20"23   | Lotte Friis | 8'23"03   |
| Dorso                           | |           | |           | |           |
| 100 m (dettagli)                | Natalie Coughlin | 58"96     | Kirsty Coventry | 59"19     | Margaret Hoelzer | 59"34     |
| 200 m (dettagli)                | Kirsty Coventry | 2'05"24   | Margaret Hoelzer | 2'06"23   | Reiko Nakamura | 2'07"13   |
| Rana                            | |           | |           | |           |
| 100 m (dettagli)                | Leisel Jones | 1'05"17   | Rebecca Soni | 1'06"73   | Mirna Jukić | 1'07"34   |
| 200 m (dettagli)                | Rebecca Soni | 2'20"22   | Leisel Jones | 2'22"05   | Sara Nordenstam | 2'23"02   |
| Farfalla                        | |           | |           | |           |
| 100 m (dettagli)                | Lisbeth Trickett | 56"73     | Christine Magnuson | 57"10     | Jessicah Schipper | 57"25     |
| 200 m (dettagli)                | Liu Zige | 2'04"18   | Jiao Liuyang | 2'04"72   | Jessicah Schipper | 2'06"26   |
| Misti                           | |           | |           | |           |
| 200 m (dettagli)                | Stephanie Rice | 2'08"45   | Kirsty Coventry | 2'08"59   | Natalie Coughlin | 2'10"34   |
| 400 m (dettagli)                | Stephanie Rice | 4'29"45   | Kirsty Coventry | 4'29"89   | Katie Hoff | 4'31"71   |
| Staffette                       | |           | |           | |           |
| 4x100 m stile libero (dettagli) | Paesi Bassi Inge Dekker Ranomi Kromowidjojo Femke Heemskerk Marleen Veldhuis Hinkelien Schreuder* Manon van Rooijen*                       | 3'33"76   | Stati Uniti Natalie Coughlin Lacey Nymeyer Kara Lynn Joyce Dara Torres Emily Silver* Julia Smit*                                            | 3'34"33   | Australia Cate Campbell Alice Mills Melanie Schlanger Lisbeth Trickett Shayne Reese*                                          | 3'35"05   |
| 4x200 m stile libero (dettagli) | Australia Stephanie Rice Bronte Barratt Kylie Palmer Linda Mackenzie Lara Davenport* Felicity Galvez* Angie Bainbridge* Melanie Schlanger* | 7'44"31   | Cina Yang Yu Zhu Qianwei Tan Miao Pang Jiaying Tang Jingzhi*                                                                                | 7'45"93   | Stati Uniti Allison Schmitt Natalie Coughlin Caroline Burckle Katie Hoff Christine Marshall* Kimberly Vandenberg* Julia Smit* | 7'46"33   |
| 4x100 m misti (dettagli)        | Australia Emily Seebohm Leisel Jones Jessicah Schipper Lisbeth Trickett Tarnee White* Felicity Galvez* Shayne Reese*                       | 3'52"69   | Stati Uniti Natalie Coughlin Rebecca Soni Christine Magnuson Dara Torres Margaret Hoelzer* Megan Jendrick* Elaine Breeden* Kara Lynn Joyce* | 3'53"30   | Cina Zhao Jing Sun Ye Zhou Yafei Pang Jiaying Xu Tianlongzi*                                                                  | 3'56"11   |
| Maratona                        | |           | |           | |           |
| 10 km (dettagli)                | Larisa Ilchenko | 1h59'27"7 | Keri-Anne Payne | 1h59'29"2 | Cassandra Patten | 1h59'31"0 |

* Nuotatrici che hanno partecipato solamente nelle batterie di qualificazione e hanno ricevuto medaglie.

## Medagliere
| Posizione | Paese         |    |    |    | Totale |
| --------- | ------------- | -- | -- | -- | ------ |
| 1         | Stati Uniti   | 12 | 9  | 10 | 31     |
| 2         | Australia     | 6  | 6  | 8  | 20     |
| 3         | Regno Unito   | 2  | 2  | 2  | 6      |
| 4         | Giappone      | 2  | 0  | 3  | 5      |
| 5         | Germania      | 2  | 0  | 1  | 3      |
| 6         | Paesi Bassi   | 2  | 0  | 0  | 2      |
| 7         | Cina          | 1  | 3  | 2  | 6      |
| 8         | Zimbabwe      | 1  | 3  | 0  | 4      |
| 9         | Francia       | 1  | 2  | 3  | 6      |
| 10        | Russia        | 1  | 1  | 2  | 4      |
| 11        | Corea del Sud | 1  | 1  | 0  | 2      |
| 11        | Italia        | 1  | 1  | 0  | 2      |
| 13        | Brasile       | 1  | 0  | 1  | 2      |
| 14        | Tunisia       | 1  | 0  | 0  | 1      |
| 15        | Ungheria      | 0  | 3  | 0  | 3      |
| 16        | Norvegia      | 0  | 1  | 1  | 2      |
| 17        | Slovenia      | 0  | 1  | 0  | 1      |
| 17        | Serbia        | 0  | 1  | 0  | 1      |
| 19        | Austria       | 0  | 0  | 1  | 1      |
| 19        | Canada        | 0  | 0  | 1  | 1      |
| 19        | Danimarca     | 0  | 0  | 1  | 1      |
| Totale    | Totale        | 34 | 34 | 36 | 104    |